# 小行星3563
小行星3563（3563 Canterbury）是一颗绕太阳运转的小行星，为主小行星带小行星。该小行星于1985年3月23日发现。

## 轨道参数
小行星3563的轨道半长轴为2.7952220 UA，离心率为0.176。